# Campeonato de Europa de Fútbol Americano
El Campeonato de Europa de Fútbol Americano (EC por las iniciales de su nombre oficial en idioma inglés, European Championship) es la competición más importante de fútbol americano, a nivel de selecciones nacionales, de Europa. Es organizado por la Federación Europea de Fútbol Americano. El torneo también sirve como clasificación a la Copa Mundial de la IFAF.

## Formato
La competición se divide en 3 grupos o divisiones. El grupo A incluye a los equipos más potentes, y equivale a la Primera División.

### Grupo A
El campeón de este grupo es considerado el campeón absoluto de Europa.
El último campeonato se celebró en 2010, en Fráncfort del Meno (Alemania), siendo campeón el anfitrión.
Este grupo celebará su próximo campeonato en 2014, en Vienna, Graz y St. Pölten (Austria), y lo disputarán los siguientes equipos:
- Suecia
- Alemania
- Finlandia
- Austria
- Francia
- Dinamarca el vencedor del campeonato del grupo B que se celebra en 2013

### Grupo B
El segundo grupo más potente celebró su anterior campeonato en 2013, en Milán (Italia), venciendo la selección de Dinamarca, y el próximo será disputado en 2017 por los siguientes equipos:
- Italia
- Reino Unido
- República Checa
- el campeón del grupo C,  Serbia

### Grupo C
El tercer grupo disputó su último campeonato en 2012, venciendo la selección de Serbia. Lo formaron los siguientes equipos:
- Suiza
- Rusia
- Países Bajos
- España

## Resultados
| Año           | Sede      |             | Campeón | Final Resultado | Segundo lugar         |                       | Tercer lugar          | Resultado | Cuarto lugar |
| 1983          | Italia    | Italia      | 18-6    | Finlandia       | Alemania              | 27-20                 | Francia               |           |              |
| 1985          | Italia    | Finlandia   | 13-2    | Italia          | Alemania              | 13-0                  | Francia               |           |              |
| 1987          | Finlandia | Italia      | 24-22   | Alemania        | Finlandia             | 38-23                 | Reino Unido           |           |              |
| 1989          | Alemania  | Reino Unido | 26-0    | Finlandia       | Alemania              | 29-9                  | Italia                |           |              |
| 1991          | Finlandia | Reino Unido | 14-3    | Finlandia       | Holanda               | 17-12                 | Francia               |           |              |
| 1993          | Italia    | Finlandia   | 17-7    | Italia          | Alemania              | 21-3                  | Suecia                |           |              |
| 1995          | Austria   | Finlandia   | 27-7    | Italia          | Austria               | 18-0                  | Ucrania               |           |              |
| 1997          | Italia    | Finlandia   | 27-6    | Suecia          | Italia                | 14-7                  | Reino Unido           |           |              |
| 2000          | Alemania  | Finlandia   | 30-29   | Alemania        | Reino Unido y Ucrania | Reino Unido y Ucrania | Reino Unido y Ucrania |           |              |
| 2001          | Alemania  | Alemania    | 19-7    | Finlandia       | Suecia                |                       | Reino Unido           |           |              |
| 2005 Detalles | Suecia    | Suecia      | 16-7    | Alemania        | Finlandia             | 34-12                 | Reino Unido           |           |              |
| 2010 Detalles | Alemania  | Alemania    | 26-10   | Francia         | Austria               | 30-0                  | Suecia                |           |              |
| 2014 Detalles | Austria   | Alemania    | 30-27   | Austria         | Francia               | 35-21                 | Finlandia             |           |              |
| 2018 Detalles | Finlandia | Francia     | 28-14   | Austria         | Finlandia             | 35-21                 | Suecia                |           |              |
| 2021          | Europa    | Italia      | 41-14   | Suecia          | Finlandia             | 14-6                  | Francia               |           |              |
| 2023          | Europa    | Austria     | 28-0    | Finlandia       | Italia                | 26-7                  | Suecia                |           |              |

## Palmarés
| Posición | Equipo       | Campeón | Subcampeón | Tercero | Cuarto |
| -------- | ------------ | ------- | ---------- | ------- | ------ |
| 1º       | Finlandia    | 5       | 5          | 4       | 1      |
| 2º       | Alemania     | 3       | 3          | 4       | -      |
| 3º       | Italia       | 3       | 3          | 2       | 1      |
| 4º       | Reino Unido  | 2       | -          | 1       | 4      |
| 5º       | Austria      | 1       | 2          | 2       | -      |
| 6º       | Suecia       | 1       | 2          | 1       | 4      |
| 7º       | Francia      | 1       | 1          | 1       | 4      |
| 8º       | Ucrania      | -       | -          | 1       | 1      |
| 9º       | Países Bajos | -       | -          | 1       | -      |